# Iwan Terenin
Iwan Terenin (russisch Иван Теренин; * 22. Juni 1982) ist ein russischer Bahn- und Straßenradrennfahrer.
Iwan Terenin gewann 2001 bei der Bahnradeuropameisterschaft in Fiorenzuola die Bronzemedaille in der Mannschaftsverfolgung der U23-Klasse. Auf der Straße konnte er die Gesamtwertung der Five Rings of Moscow für sich entscheiden. Im nächsten Jahr gewann er eine Etappe und die Gesamtwertung bei der Mainfranken-Tour. 2003 war er in der Gesamtwertung der Tour du Cameroun erfolgreich und er gewann jeweils eine Etappe beim Critérium des Espoirs und bei Le Triptyque des Monts et Châteaux. In der Saison 2004 entschied Terenin erneut das Etappenrennen Five Rings of Moscow für sich. 2005 gewann er dort eine Etappe und den Mayor Cup.

## Erfolge – Straße
2001
- Gesamtwertung Five Rings of Moscow

2002
- Gesamtwertung und eine Etappe Mainfranken-Tour

2003
- Gesamtwertung Tour du Cameroun
- eine Etappe Critérium des Espoirs
- eine Etappe Le Triptyque des Monts et Châteaux

2004
- Gesamtwertung Five Rings of Moscow

2005
- Mayor Cup
- eine Etappe Five Rings of Moscow

## Teams
- 2005 Omnibike Dynamo Moscow
- 2006 Omnibike Dynamo Moscow